# Back to the Future (film)
Back to the Future is een Amerikaanse komische sciencefictionfilm, geregisseerd door Robert Zemeckis. De film verscheen in 1985 en was de eerste in de Back to the Future-filmtrilogie. De hoofdrollen in de film worden vertolkt door Michael J. Fox en Christopher Lloyd.
De film draait om de zeventienjarige Marty McFly, die per ongeluk terugreist naar het jaar 1955 en daar zijn eigen bestaan in gevaar brengt wanneer hij voorkomt dat zijn ouders elkaar ontmoeten.
Wegens het succes werden nog twee vervolgfilms gemaakt (Back to the Future Part II en Back to the Future Part III) en een animatieserie. De film won onder andere een Academy Award. In 2007 werd de film opgenomen in het National Film Registry.

## Verhaal

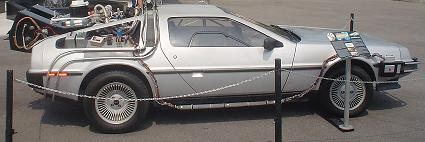
De DeLorean-tijdmachine uit Back to the Future.

Het zit de zeventienjarige Marty McFly (Michael J. Fox) niet mee. Zijn auditie als gitarist voor het schoolbal is mislukt omdat zijn band te luidruchtig zou zijn. Thuis is het ook geen lolletje. Zijn vader, George (Crispin Glover), is iemand met weinig eigenwaarde die zich helemaal laat afbeulen door zijn baas Biff Tannen (Thomas F. Wilson). Biff heeft net George' auto in puin gereden en geeft George hiervan de schuld. Marty's moeder drinkt, en zijn broer en zus hebben ook niets bereikt. Zijn ouders proberen hun kinderen er doorlopend van te overtuigen geen succes na te streven. De enige die hem steunt is zijn vriendin Jennifer (Claudia Wells). Omdat zij die avond bij haar oma verblijft, geeft ze Marty haar telefoonnummer, geschreven op een flyer voor het redden van de klokkentoren. Deze toren dreigt te worden afgebroken omdat de klok al sinds een blikseminslag in 1955 stilstaat.
Dan krijgt Marty een uitnodiging van zijn vriend en uitvinder doctor Emmett L. “Doc” Brown (Christopher Lloyd) om 's avonds naar de parkeerplaats van het winkelcentrum Twin Pines Mall te komen. Daar laat Doc zijn nieuwste uitvinding zien: een tijdmachine in de vorm van een auto, een DeLorean DMC-12. Hij heeft deze auto gekozen omdat het de enige is die van roestvrijstaal gemaakt is en omdat je als tijdreiziger ook stijl moet hebben. Doc heeft de afgelopen 30 jaar aan deze machine gewerkt, en demonstreert hem door zijn hond Einstein een minuut vooruit te sturen in de tijd. Hij wil vervolgens zelf de tijdmachine testen en vraagt Marty het experiment vast te leggen met een videocamera. Hij legt uit dat de auto naar een voorgeprogrammeerde datum reist op het moment dat de auto 88 mijl per uur (141 km/h) bereikt, en plutonium als brandstof gebruikt om de 1,21 gigawatt te genereren die nodig zijn voor de reis. Om te demonstreren hoe de datum kan worden ingevoerd geeft Doc de datum 5 november 1955 in en legt uit dat dit de datum is waarop hij op het idee van de flux capacitor is gekomen, het apparaat dat tijdreizen mogelijk maakt. Voordat hij echter zijn reis naar het verleden kan aantreden duiken een paar Libische terroristen op van wie Doc het plutonium illegaal heeft gekocht in ruil voor een bom. Doc vertelt Marty dat de bom in werkelijkheid uit losse flipperkastonderdelen bestaat. De Libische terroristen zijn achter dit bedrog gekomen en komen in een Volkswagenbusje naar de plek van het experiment om wraak te nemen op Doc. Met een machinegeweer schieten ze Doc dood. Marty springt in de DeLorean en wordt achtervolgd door de Libiërs. Als hij de snelheid van 88 mijl per uur bereikt maakt de auto een reis door de tijd en belandt onbedoeld in het jaar 1955.
In het jaar 1955 ontmoet hij zijn ouders, George McFly en Lorraine Baines, die dan net als hijzelf tieners zijn. Door zijn aanwezigheid verstoort hij echter de tijdlijn. Hij voorkomt het ongeluk waarbij de vader van Lorraine George aanreed en hem meenam naar hun huis waar hij Lorraine ontmoette. In plaats daarvan wordt Marty aangereden en meegenomen, waardoor zijn moeder op hem verliefd wordt in plaats van op zijn vader. Daardoor ontstaat het gevaar dat Marty's ouders geen relatie met elkaar krijgen. Als dat gebeurt, staat Marty's bestaan op het spel. Dit wordt duidelijk wanneer op een foto van zijn familie, die Marty nog op zak had, zijn broer en zus langzaam beginnen te vervagen.
Marty zoekt Doc uit 1955 op om zijn hulp te vragen en weet hem met enige moeite te overtuigen door bijvoorbeeld over de fluxcapacitor te spreken. Er is echter nog een ander probleem: er is te weinig plutonium over om de energie voor nog een tijdreis terug naar de toekomst (Back to the Future) op te wekken. De benodigde hoeveelheid energie is op natuurlijke wijze alleen te verkrijgen door een (naar tijd en plaats onvoorspelbare) blikseminslag. Dankzij de flyer, die hij nog steeds op zak heeft, weet Marty echter dat een paar dagen na zijn aankomst om precies 22:04 de bliksem zal inslaan in de klokkentoren van de stad. Doc bouwt daarop een constructie die de bliksem van de toren naar de DeLorean kan geleiden om Marty terug te laten keren naar 1985.
Voordat het plan kan worden uitgevoerd, moet Marty zijn ouders bij elkaar zien te krijgen. Maar dat is niet makkelijk. Zijn moeder is stapelverliefd op hem, en Biff Tannen (ook een tiener in deze tijd) heeft eveneens zijn zinnen op Lorraine gezet. Marty maakt samen met George een plan. Die avond zal hij Lorraine lastigvallen. Als George dan tussenbeide komt en haar "redt" van Marty zal Lorraine verliefd worden op hem. Het plan gaat echter anders dan verwacht. Marty wordt door Biffs vrienden opgesloten in de kofferbak van een auto, waarna Biff zelf Lorraine lastigvalt. George, niet wetende dat Biff en niet Marty bij Lorraine in de auto zit, komt Lorraine te hulp. Als hij Biff ziet, deinst hij eerst achteruit, maar vat dan moed en slaat Biff knock-out.
Het gevaar is hiermee nog niet geweken. Marty weet uit verhalen van hun ouders dat ze elkaar voor het eerst kusten op de dansvloer tijdens het schoolfeest dat die avond plaatsvindt. Helaas raakt de gitarist van de band die zou optreden gewond wanneer hij Marty uit de kofferbak van de auto bevrijdt. Marty valt daarom voor hem in. Net op het moment dat Marty ook begint te verdwijnen, kussen George en Lorraine elkaar, en is de tijdlijn weer hersteld. Marty speelt nog een tijdje verder. Aanvankelijk speelt hij rock-'n-roll zoals die net in de jaren vijftig in opkomst is, maar geleidelijk aan steeds ruiger met gitaarsolo's zoals die in de jaren tachtig gebruikelijk waren, totdat iedereen met stomheid geslagen naar hem staat te kijken.
Voor hij terugkeert naar 1985 probeert Marty Doc op de hoogte te brengen van zijn dood in 1985. Hij schrijft hem een brief, maar daar wil Doc niets van weten, omdat hij weet dat kennis over de toekomst schade toe kan brengen aan de tijdlijn. Om Doc alsnog te kunnen waarschuwen stelt Marty de tijdmachine zo in dat hij elf minuten eerder in 1985 terugkomt dan hij oorspronkelijk was vertrokken. Echter, door de hoge snelheid botst Marty bij zijn terugkomst tegen de gevel van een winkel. Hierdoor weigert de DeLorean dienst, en komt Marty alsnog te laat. Hij ziet nog net hoe Doc wordt neergeschoten en de één week jongere versie van zichzelf met de DeLorean vlucht naar 1955. Het blijkt echter dat Doc de brief uit 1955 toch gelezen heeft en een kogelvrij vest draagt.
De volgende ochtend vertrekt Doc met de DeLorean naar het jaar 2015. Als Marty thuiskomt in 1985, blijkt dat zijn tijdreis toch invloed heeft gehad op de toekomst. Zo veel zelfs dat hij zijn familie nauwelijks herkent. Maar de veranderingen zijn positief: hij ging weg uit een onderklasse gezin en keert terug in een middenklassemilieu. Hij heeft voorkomen dat zijn moeder een alcoholiste wordt en hij heeft zijn vader geleerd om voor zichzelf op te komen. Hierdoor is Biff niet de baas van George maar andersom. Bovendien is Biff veranderd in een domme sul. Ook blijkt dat Marty nu een 4×4 jeep heeft.
Op het moment dat Marty en zijn vriendin Jennifer weer samen zijn, keert Doc terug vanuit de toekomst, futuristisch gekleed. Hij vertelt Marty en Jennifer mee te komen omdat er iets mis zou gaan met hun toekomstige kinderen. Jennifer en Marty stappen in, en we zien dat de DeLorean kan vliegen.
In latere VHS-versies en de meeste dvd-uitvoeringen verschijnt "To be continued" in beeld. Deze melding was niet te zien in de bioscoopversie.

## Rolverdeling
| Acteur             | Personage                   |
| ------------------ | --------------------------- |
| Michael J. Fox     | Marty McFly                 |
| Christopher Lloyd  | Dr. Emmett L. "Doc" Brown   |
| Crispin Glover     | George McFly                |
| Lea Thompson       | Lorraine Baines             |
| Thomas F. Wilson   | Biff Tannen                 |
| Claudia Wells      | Jennifer Parker             |
| James Tolkan       | Mr. Strickland              |
| Billy Zane         | Match                       |
| Casey Siemaszko    | 3-D                         |
| J.J. Cohen         | Skinhead                    |
| Marc McClure       | Dave McFly                  |
| Wendie Jo Sperber  | Linda McFly                 |
| George DiCenzo     | Sam Baines                  |
| Frances Lee McCain | Stella Baines               |
| Norman Alden       | Lou                         |
| Donald Fullilove   | Goldie Wilson               |
| Harry Waters Jr.   | Marvin Berry                |
| Johnny Green       | Jongen met zeepkist #1      |
| Jamie Abbott       | Jongen met zeepkist #2      |
| ?                  | Einstein, "Doc" Browns hond |

## Achtergrond

### Verandering in de tijd
Marty's bezoek aan 1955 heeft enkele dingen veranderd:
- De belangrijkste verandering is dat hij de mentaliteit van zijn ouders heeft veranderd. Oorspronkelijk liet zijn vader over zich heen lopen en ontmoedigde hij zijn kinderen om succes na te streven maar in de nieuwe realiteit spoort hij zijn kinderen aan om succesvol te zijn. Dit alles door de coaching van zijn eigen zoon en door een kleine vechtpartij tussen hem en Biff. Marty's moeder is geen alcoholist geworden en zijn broer en zus zijn beide succesvol en zelfverzekerd. Biff zit onder de plak bij George terwijl dit oorspronkelijk andersom was.
- "Als je wilt, kun je alles bereiken" is een uitspraak van Doc Brown. Marty gebruikt deze uitspraak in een gesprek met zijn vader in 1955, als ze het plan bedenken voor het versieren van Lorraine. Als Marty weer terugkeert in 1985 blijkt zijn vader de gevleugelde uitspraak te hebben overgenomen.
- Marty heeft met behulp van een stralingspak en Van Halen-gitaarmuziek zijn vader geïnspireerd om werk van Lorraine te maken. Hij gebruikt de naam Darth Vader (Star Wars) van de planeet Vulcan (Star Trek). In 1985 heeft George er een boek over geschreven.
- Marty speelt voor het eerst (in 1955) rock–'n–roll. De gitarist blijkt de neef van Chuck Berry te zijn en laat het geluid per telefoon aan hem horen. Marty zou dus verantwoordelijk zijn voor de rock–'n–rollmuziek.
- Als Doc en Marty elkaar ontmoeten bij het winkelcentrum dan heet dit de "Twin Pines Mall" (De twee Pijnbomen). Doc beklaagt zich erover dat een zekere Peabody het hele gebied destijds had willen volplanten met pijnbomen. Als Marty in 1955 aankomt belandt hij op de boerderij van deze Peabody. Hij rijdt een van de twee daar geplante pijnbomen plat. Wanneer Marty weer terugkomt in 1985 heet het winkelcentrum opeens "Lone Pine Mall" (De Eenzame Pijnboom).
- Om te vluchten voor Biff, pakt Marty een zeepkist en sloopt het kistje eraf. Zodoende creëert hij een skateboard. Marty heeft dus waarschijnlijk zo het skateboard geïntroduceerd.
- Emmett had reeds voor 1955 al een plan om een tijdmachine te bouwen maar is mogelijk wel in zijn streven gesterkt door de komst van Marty. Dit zou kunnen duiden op een paradox. Als Marty niet naar het verleden was gereisd had Emmet het in de tussenliggende dertig jaar misschien wel opgegeven.

### Scenario
De inspiratie voor de film kwam toen Bob Gale zijn vaders jaarboek van zijn middelbare school inkeek. Het idee werd verder uitgewerkt door Robert Zemeckis, die ermee langs verschillende studio’s ging. Disney sloeg het aanbod af omdat ze dachten dat het concept van een moeder die verliefd wordt op haar eigen zoon te riskant was, ook al was deze verliefdheid het gevolg van een tijdreis. Ook andere studio’s wezen het scenario af, behalve Universal Pictures.
Sid Sheinberg, het hoofd van Universal Pictures, bracht een hoop veranderingen aan in het scenario. "Professor Brown" werd veranderd naar "Doc Brown" en zijn chimpansee werd een hond. Hij noemde Marty's moeder naar zijn vrouw Lorraine Gary.
Het oorspronkelijke scenario heeft zware veranderingen ondergaan. Zo zou Marty's rock–'n–rolloptreden tijdens het schoolbal in 1955 oorspronkelijk een rel veroorzaken die door de politie moest worden gestopt. Ook zou in het originele scenario de tijdmachine werken op Coca-Cola, iets dat Marty in 1955 aan de jongere Doc zou onthullen. Ten slotte zou Marty bij zijn terugkeer in 1985 ontdekken dat zijn tijdreis een enorme invloed heeft gehad op het verloop van de geschiedenis; zo zou Rock-'n-Roll nooit zijn uitgevonden, en bestaan er in 1985 opeens honderden futuristische voertuigen, zoals vliegende auto’s, uitgevonden door Doc Brown, die allemaal werken op Cola.
Ook de manier waarop Marty terugreist naar 1985 werd veranderd. Allereerst zou de tijdmachine een omgebouwde koelkast in een woonkamer zijn. Dit werd later een De Lorean omdat de producenten bang waren dat kinderen zouden gaan proberen de film na te spelen door in de koelkast te kruipen, en zichzelf dan zouden opsluiten. Om terug te reizen zou Marty oorspronkelijk op topsnelheid door een nucleaire testplaats moeten rijden. Dit was echter te duur om te filmen, daarom werd de energiebron veranderd naar een bliksem.

### Opnamen
De productie begon op 26 november 1984 met Eric Stoltz in de rol van Marty McFly. Toen uitvoerend producent Steven Spielberg, die een tijdje buiten het land was geweest, terugkeerde en de tot dusver gefilmde scènes zag, waren hij en de schrijvers het erover eens dat Stoltz toch niet zo geschikt was. Stoltz speelde de rol nogal serieus, en de filmmakers wilden juist een lichtere aanpak van het personage. Daarom werd Michael J. Fox, die al eerder in aanmerking kwam voor de rol maar toen afsloeg vanwege zijn werk bij Family Ties, alsnog ingezet. Michael J. Fox moest voor zijn rol leren skateboarden, iets waarvoor hij hulp kreeg van onder anderen Per Welinder. Fox moest tijdens de productie van de film tegelijk actief zijn op de set van Family Ties en op de set van Back to the Future. Gemiddeld kreeg hij maar 5 uur slaap per nacht.
Veel van het al gefilmde beeldmateriaal, met name de scènes waar Stoltz niet in voorkwam, werd alsnog gebruikt in de film. Een scène met Stoltz in de hoofdrol is bewaard gebleven: die waarin Marty met de De Lorean over het parkeerterrein van het winkelcentrum rijdt net voordat hij per ongeluk naar 1955 reist. Deze scène was vanaf een afstand gefilmd, waardoor Marty's gezicht niet te zien was.
Christopher Lloyd baseerde zijn personage Doc Brown op een combinatie van Albert Einstein en Leopold Stokowski. Hij improviseerde ook veel van zijn scènes.

### Muziek
Alan Silvestri werkte samen met Zemeckis aan een muziekstuk getiteld Romancing the Stone, maar Spielberg vond deze ongeschikt als filmmuziek. Zemickis adviseerde Silvestri hierop om de muziek epischer en grootser te maken. Silvestri nam de muziek twee weken voor de eerste preview van de film op. Zemickis stelde tevens voor om Huey Lewis and the News de titelsong te laten opnemen. Hun eerste poging werd verworpen door Universal. Hierop kwam de groep met The Power of Love. De studio vond dit wel goed, en dit lied is in de film verwerkt. Ook het lied Back in Time van de band werd in de aftiteling van de film gebruikt. Huey Lewis heeft zelf een cameo in de film als de leraar die Marty's band te luidruchtig vindt.
Michael J. Fox speelde niet zelf de gitaar in de film. Paul Hanson leerde hem hoe hij moest doen alsof hij speelde, en de muziek zelf werd gespeeld door gitarist Tim May.
Het muziekalbum van de film omvat de volgende nummers:
1. The Power of Love – Huey Lewis and the News (3:58)[4]
2. Time Bomb Town – Lindsey Buckingham (2:48)
3. Back to the Future – The Outatime Orchestra (3:20)
4. Heaven Is One Step Away – Eric Clapton (4:13)
5. Back in Time – Huey Lewis and the News (4:22)
6. Back to the Future Overture - The Outatime Orchestra (8:19)
7. The Wallflower (Dance with Me Henry) – Etta James (2:45)
8. Night Train – Marvin Berry and the Starlighters (2:17)
9. Earth Angel (Will You Be Mine) – Marvin Berry and the Starlighters (3:02)
10. Johnny B. Goode – Marty McFly en de Starlighters (3:06)

### Uitgave en ontvangst
Back to the Future ging op 3 juli 1985 in première. De kans was volgens Zemeckis groot dat de film zou floppen, mede doordat Michael J. Fox de film niet kon promoten omdat hij een Family Ties-special moest opnemen in Londen. De film werd echter een groot succes. Gedurende 11 weken stond de film op de eerste plaats in Noord-Amerika, gemeten naar opbrengst uit kaartverkoop. De film werd positief onthaald door critici. Roger Ebert vergeleek de film met Frank Capra’s It's a Wonderful Life. Op Rotten Tomatoes geeft 97% van de recensenten de film een goede beoordeling. In totaal bracht de film wereldwijd $381,11 miljoen op.
Het succes van de film bleef ook tot na de bioscoopuitgave duren. Zo werd de film in oktober 2010 op beperkte schaal weer in de bioscoop uitgebracht ter viering van het 25-jarig bestaan ervan. President Ronald Reagan was een fan van de film, en citeerde er zelfs uit in zijn State of the Union.
Back to the Future werd door het American Film Institute erkend als een van de 10 klassieke Amerikaanse films. Tevens staat de film op de volgende lijsten:
- 100 Years... 100 Movies[5]
- 100 Years... 100 Movies (10th Anniversary Edition)[6]
- 100 Years... 100 Movie Quotes voor "Roads? Where we're going we don't need roads." door Dr. Emmett Brown[7]
- Tweemaal op 100 Years... 100 Movie Songs voor de nummers The Power of Love en Johnny B. Goode[8]
- 100 Years... 100 Thrills[9]
- 100 Years... 100 Laughs[10]

## Prijzen en nominaties
Back to the Future won in totaal 13 prijzen, en werd voor nog eens 23 prijzen genomineerd.
| jaar | prijs                    | categorie                                                                        | genomineerde(n)                                                                                      | uitslag     |
| ---- | ------------------------ | -------------------------------------------------------------------------------- | --- | ----------- |
| 1985 | Filmfestival van Venetië | Young Venice Award - Special Mention                                             | Robert Zemeckis                                                                                      | gewonnen    |
| 1986 | Academy Award            | Beste geluidseffecten                                                            | Charles L. Campbell, Robert R. Rutledge                                                              | gewonnen    |
| 1986 | Academy Award            | Beste originele lied                                                             | Chris Hayes, Johnny Colla                                                                            | genomineerd |
| 1986 | Academy Award            | Beste geluid                                                                     | Bill Varney, B. Tennyson Sebastian II, Robert Thirlwell                                              | genomineerd |
| 1986 | Academy Award            | Beste scenario                                                                   | Robert Zemeckis, Bob Gale                                                                            | genomineerd |
| 1986 | Saturn Award             | Beste acteur                                                                     | Michael J. Fox                                                                                       | gewonnen    |
| 1986 | Saturn Award             | Beste sciencefictionfilm                                                         | - | gewonnen    |
| 1986 | Saturn Award             | Beste speciale effecten                                                          | Kevin Pike                                                                                           | gewonnen    |
| 1986 | Saturn Award             | Beste kostuums                                                                   | Deborah Lynn Scott                                                                                   | genomineerd |
| 1986 | Saturn Award             | Beste regisseur                                                                  | Robert Zemeckis                                                                                      | genomineerd |
| 1986 | Saturn Award             | Beste muziek                                                                     | Alan Silvestri                                                                                       | genomineerd |
| 1986 | Saturn Award             | Beste mannelijke bijrol                                                          | Crispin Glover                                                                                       | genomineerd |
| 1986 | Saturn Award             | Beste mannelijke bijrol                                                          | Christopher Lloyd                                                                                    | genomineerd |
| 1986 | Saturn Award             | Beste vrouwelijke bijrol                                                         | Lea Thompson                                                                                         | genomineerd |
| 1986 | BAFTA Film Award         | Beste montage                                                                    | Arthur Schmidt, Harry Keramidas                                                                      | genomineerd |
| 1986 | BAFTA Film Award         | Beste film                                                                       | Bob Gale, Neil Canton, Robert Zemeckis                                                               | genomineerd |
| 1986 | BAFTA Film Award         | Beste productie                                                                  | Lawrence G. Paull                                                                                    | genomineerd |
| 1986 | BAFTA Film Award         | Beste originele scenario                                                         | Robert Zemeckis, Bob Gale                                                                            | genomineerd |
| 1986 | BAFTA Film Award         | Beste visuele effecten                                                           | Kevin Pike, Ken Ralston                                                                              | genomineerd |
| 1986 | Artios Award             | Beste casting voor film – komedie                                                | Mike Fenton, Jane Feinberg, Judy Taylor                                                              | genomineerd |
| 1986 | David di Donatello Award | Beste producent, buitenlandse film                                               | Steven Spielberg                                                                                     | gewonnen    |
| 1986 | David di Donatello Award | Beste scenario, buitenlandse film                                                | Robert Zemeckis, Bob Gale                                                                            | gewonnen    |
| 1986 | Golden Globe             | Best Motion Picture - Comedy/Musical                                             | - | genomineerd |
| 1986 | Golden Globe             | Beste originale lied – film                                                      | Johnny Colla, Chris Hayes, Huey Lewis                                                                | genomineerd |
| 1986 | Golden Globe             | Best Performance by an Actor in a Motion Picture - Comedy/Musical                | Michael J. Fox                                                                                       | genomineerd |
| 1986 | Golden Globe             | Beste scenario – film                                                            | Bob Gale, Robert Zemeckis                                                                            | genomineerd |
| 1986 | Golden Screen            | -                                                                                | - | gewonnen    |
| 1986 | Grammy Award             | Best Album of Original Score Written for a Motion Picture or Television Special  | Johnny Colla, Chris Hayes, Huey Lewis, Lindsey Buckingham, Alan Silvestri, Eric Clapton, Sean Hopper | genomineerd |
| 1986 | Hugo Award               | Best Dramatic Presentation                                                       | - | gewonnen    |
| 1986 | People's Choice Award    | Favorite Motion Picture                                                          | - | gewonnen    |
| 1986 | WGA Award                | Best Screenplay Written Directly for the Screen                                  | Robert Zemeckis, Bob Gale                                                                            | genomineerd |
| 1986 | Young Artist Award       | Best Family Motion Picture – Adventure                                           | - | gewonnen    |
| 1987 | Japanse Academy Award    | Beste buitenlandstalige film                                                     | - | gewonnen    |
| 2003 | Saturn Award             | Best DVD Classic Film Release                                                    | - | genomineerd |
| 2003 | DVD Exclusive Award      | AOL Movies DVD Premiere Award - Best Special Edition of the Year - Classic Movie | - | gewonnen    |
| 2003 | DVD Exclusive Award      | Original Retrospective Documentary, Library Release                              | Laurent Bouzereau                                                                                    | genomineerd |